# Discografia di Kacey Musgraves
La discografia di Kacey Musgraves, cantautrice statunitense, comprende cinque album in studio, una colonna sonora, due EP e 21 singoli, di cui quattro in collaborazione con altri artisti.

## Album

### Album in studio
| Anno | Titolo | Posizione massima | Posizione massima | Posizione massima | Posizione massima | Posizione massima | Posizione massima | Posizione massima | Certificazioni               |
| Anno | Titolo | US                | AUS               | CAN               | IRE               | NLD               | SWI               | UK                | Certificazioni               |
| ---- | --- | ----------------- | ----------------- | ----------------- | ----------------- | ----------------- | ----------------- | ----------------- | ---------------------------- |
| 2013 | Same Trailer Different Park - Pubblicato: 19 marzo 2013 - Etichetta: Mercury Nashville - Formati: CD, LP, download digitale, streaming      | 2                 | 77                | 13                | —                 | —                 | —                 | 39                | - USA: Platino - UK: Argento |
| 2015 | Pageant Material - Pubblicato: 23 giugno 2015 - Etichetta: Mercury Nashville - Formati: CD, LP, download digitale, streaming                | 3                 | 33                | 6                 | —                 | —                 | —                 | 11                |                              |
| 2016 | A Very Kacey Christmas - Pubblicato: 28 ottobre 2016 - Etichetta: Mercury Nashville - Formati: CD, LP, download digitale, streaming         | 21                | —                 | —                 | —                 | —                 | —                 | —                 |                              |
| 2018 | Golden Hour - Pubblicato: 30 marzo 2018 - Etichetta: MCA Nashville - Formati: CD, LP, download digitale, streaming                          | 4                 | 25                | 11                | 27                | 105               | 43                | 6                 | - USA: Oro - UK: Argento     |
| 2021 | Star-Crossed - Pubblicato: 10 settembre 2021 - Etichetta: MCA Nashville, Interscope Records - Formati: CD, LP, download digitale, streaming | 3                 | 9                 | 9                 | 16                | 89                | —                 | 10                |                              |

### Colonne sonore
| Anno | Titolo | Posizione massima |
| Anno | Titolo | US                |
| ---- | --- | ----------------- |
| 2019 | The Kacey Musgraves Christmas Show - Pubblicato: 29 novembre 2019 - Etichetta: MCA Nashville - Formati: download digitale, streaming | 120               |

## Extended play
| Anno | Titolo e dettagli |
| ---- | --- |
| 2014 | Spotify Sessions – Live from Bonnaroo 2013 - Pubblicato: 2014 - Etichetta: Mercury Nashville - Formati: streaming               |
| 2016 | Spotify Sessions – Live from Spotify House '16 - Pubblicato: 12 agosto 2016 - Etichetta: Mercury Nashville - Formati: streaming |
| 2018 | Acoustic Remixed - Pubblicato: 16 marzo 2018 - Etichetta: Triple Pop - Formati: download digitale, streaming                    |

## Singoli

### Come artista principale
| 2012                                                                                          | Apologize                                | —   | —  | N.D.                        |
| 2012                                                                                          | See You Again                            | —   | —  | N.D.                        |
| 2012                                                                                          | Merry Go 'Round                          | 63  | 84 | Same Trailer Park Different |
| 2013                                                                                          | Blowin' Smoke                            | 107 | —  | Same Trailer Park Different |
| 2013                                                                                          | Follow Your Arrow                        | 60  | 50 | Same Trailer Park Different |
| 2014                                                                                          | Keep It to Yourself                      | —   | —  | Same Trailer Park Different |
| 2015                                                                                          | Biscuits                                 | 121 | —  | Pageant Material            |
| 2015                                                                                          | Dime Store Cowgirl                       | —   | —  | Pageant Material            |
| 2018                                                                                          | Butterflies                              | —   | —  | Golden Hour                 |
| 2018                                                                                          | Space Cowboy                             | —   | —  | Golden Hour                 |
| 2018                                                                                          | High Horse                               | —   | —  | Golden Hour                 |
| 2018                                                                                          | Slow Burn                                | —   | —  | Golden Hour                 |
| 2019                                                                                          | Rainbow                                  | 98  | —  | Golden Hour                 |
| 2020                                                                                          | Easy (con Troye Sivan feat. Mark Ronson) | —   | —  | N.D.                        |
| 2021                                                                                          | Star-Crossed                             | —   | —  | Star-Crossed                |
| 2021                                                                                          | Justified                                | 109 | —  | Star-Crossed                |
| 2021                                                                                          | Simple Times                             | —   | —  | Star-Crossed                |
| "—" indica che l'opera non si è classificata o che non è stata pubblicata in quel territorio. |                                          |     |    |                             |

### Come artista ospite
| Anno | Titolo | Album            |
| ---- | --- | ---------------- |
| 2011 | Oh, Tonight (Josh Abbott Band feat. Kacey Musgraves)                                                                                   | She's Like Texas |
| 2017 | Do You Love Texas (Shooter Jennings feat. Jason Boland, Kacey Musgraves, Kris Kristofferson, Randy Rogers, Ray Benson e Whiskey Myers) | N.D.             |
| 2018 | Drive Away (The Brummies feat. Kacey Musgraves)                                                                                        | Eternal Reach    |
| 2019 | Pictures (Judah & the Lion feat. Kacey Musgraves)                                                                                      | Pep Talks        |

### Singoli promozionali
| Anno | Titolo                                   | Album |
| ---- | ---------------------------------------- | ----- |
| 2014 | The Trailer Song                         | N.D.  |
| 2020 | Oh, What a World 2.0 (Earth Day Edition) | N.D.  |